# Termas romanas de Caldas de Montbuy
Las termas romanas de Caldas de Montbuy son unas termas romanas españolas, situadas en Caldas de Montbuy (Vallés Oriental) declarada Bien Cultural de Interés Nacional.

## Descripción
De la antigua estación balnearia de Caldas quedan las termas romanas, situadas en medio de la población actual. Los restos conservados, una piscina y la galería que la rodea, son solo parte de un conjunto termal que debía de ser mucho más amplio y que debía de tener una importante finalidad medicinal, como lo patentizan las inscripciones votivas encontradas, algunas de ellas de personajes importantes de la antigua Tarraco.
La piscina, que se encontraba en el sótano del balneario de Can Ríes, derribado en 1955-56, fue restaurada por la Diputación de Barcelona. La intervención consistió en rehacer el arco que cubría la piscina (solo se conservaba el arranque original) y las arcadas que conformaban la galería sur. Así mismo, se diseñó el conjunto de arcadas adyacentes a la plaza, con objeto de darle un cariz monumental.
La piscina está hecha con opus signinum, es decir, con obra de trozos partidos de piedra y barro mezclados con cal. Las medidas son 13'5 x 6'9 m. El fondo, al cual se accede por cinco escalones enlucidos con una capa de argamasa, está recubierto con losas de barro.
Del ala norte de la galería se conserva la pared de cierre, así como las cuatro arcadas que se abren a la piscina, hechos con sillares de piedra arenosa roja, muy deteriorada. La galería este conserva las dos arcadas adyacentes a la piscina, así como el arranque del muro de la valla, en el cual se abren dos hornacinas con un banco continuo, que podrían haber servido de vestuario o bien para tomar baños de vapor, en el supuesto de que la piscina correspondiera efectivamente al caldarium. La galería sur fue totalmente rehecha en la restauración mencionada, y la de poniente no se conserva.

## Historia
La villa de Caldas fue en época romana una estación balnearia, fundada sobre los manantiales de agua caliente que brotan, en torno a la cual se desarrolló un casco urbano de importancia considerable al alto Imperio, como lo demuestran las inscripciones recuperadas. Es aun así dudosa su identificación con la Aquae Calidae mencionada por Plinio y Ptolemeo, que podría hacer referencia a Caldas de Malavella.
Se tiene noticia de su creación desde 1750 y fue reedificado en 1770. En 1873 era propietario Salvador Nogués y Dalger, y en 1915 Antonia Nogués y Turrull. En 1929 lo era Salvador Nogués. Tiene un oratorio y capilla desde 1799. El edificio inicialmente más pequeño ha ido creciendo absorbiendo casas vecinas para convertir este espacio en un magnífico parque. Se ha efectuado una renovación total durante 1985 y 1986.